# H. Nagy Péter
H. Nagy Péter (Budapest, 1967. szeptember 8.) magyar irodalomtörténész, kritikus, szerkesztő, egyetemi oktató.

## Életpályája

### Tanulmányai
1986-ban érettségizett a Vörösmarty Mihály Gimnáziumban Budapesten. 1991–1997 között az ELTE Bölcsészettudományi Kar magyar nyelv és irodalom szakos hallgatója volt. 1992–1997 között az ELTE BTK összehasonlító irodalomtudomány szakán tanult. 1992-től az ELTE BTK esztétika szakos diákja. 1997–2000 között az ELTE BTK Irodalomelmélet PhD kurzusán vett részt. 2006-tól a Comenius Egyetem Magyar Nyelv és Irodalom Tanszékén folytatta PHD-tanulmányait, Ady Endre költészetéről szóló doktori értekezését 2010-ben védte meg Pozsonyban. 2022-ben habilitált a Nyitrai Konstantin Filozófus Egyetem Közép-európai Tanulmányok Karán.

### Munkássága
1994 óta tagja a József Attila Körnek. Egy évvel később az Ady Endre Kutatócsoport tagja lett. 1996–1999 között a Vár ucca 17. szerkesztőjeként dolgozott. 1996–2008 között az Iskolakultúra rovatvezetője volt. 1997–2003 között a Janus Pannonius Tudományegyetem Bölcsészettudományi Karának modern magyar irodalomtörténeti és irodalomelméleti tanszékén dolgozott tanársegédként. 1998 óta a Thélème munkatársa, valamint a Szép Literatúrai Ajándék főmunkatársa volt. 1999 óta a Prae szerkesztője. 2006-tól 2008-ig a Konstantin Filozófus Egyetem kutatója, jelenleg a komáromi Selye János Egyetem Tanárképző Karának oktatója a Magyar Nyelv és Irodalom Tanszéken. Az Opus és a Partitúra alapító szerkesztője. Az MA Populáris Kultúra Kutatócsoport alapító tagja. 2016 óta az Eruditio – Educatio főszerkesztője.
Kutatási területe a modern irodalom, a kortárs irodalom, az irodalomelmélet, a popkultúra, valamint a tudományos népszerűsítő irodalom. Ady Endre művei kritikai kiadásának egyik szerkesztője volt.

## Művei

### Önálló kötetei
- Kalligráfia és szignifikáció (tanulmányok, kritikák, Vár ucca 17, Veszprém, 1997)
- Redundanciák retorikája (tanulmányok, kritikák, Vár ucca 17, Veszprém, 1998)
- Kánonok interakciója (tanulmányok, FISZ, Budapest, 1999)
- Orfeusz feldarabolva. Zalán Tibor költészete és az avantgárd hagyomány (Ráció, Budapest, 2003)
- Ady-kollázs (Kalligram, Pozsony, 2003)
- Féregjáratok (NAP, Dunaszerdahely, 2005)
- Paraziták (NAP, Dunaszerdahely, 2006)
- Hibridek (NAP, Dunaszerdahely, 2007)
- Hagyománytörténés. A szlovákiai "magyar líra" paradigmái 1989-2006 (AB-ART, 2007)
- A betűcivilizáció szétrobbantása. Szombathy Bálint szupergutenbergi univerzuma (Ráció, Budapest, 2008)
- Extrák (NAP, 2008)
- Protézisek (NAP, Dunaszerdahely, 2010)
- Szisztematikus káosz (NAP, Dunaszerdahely, 2012)
- Adatok tánca (Lilium Aurum, Dunaszerdahely, 2012)
- Párhuzamos mintázatok (NAP, Dunaszerdahely, 2013
- Piknik az aknamezőn. Médiaszövegek 1993–2013 (Media Nova M, Dunaszerdahely, 2014)
- Öt modern költő (Selye János Egyetem, Komárom, 2015)
- Alternatívák. A popkultúra kapcsolatrendszerei (Prae.hu, Budapest, 2016, MA Populáris Kultúra Kutatócsoport monográfiák)
- Médiaterek Lady Gaga korában. Kalandozások a popkultúra területén (Media Nova M, Dunaszerdahely, 2017)
- Médiumközi relációk (Nap, Dunaszerdahely, 2018)
- A képzelet tudománya. Praxeológiai bevezetés (Selye János Egyetem, Komárom, 2019)
- Karanténkultúra és járványvilág. Feljegyzések a korona idején (Prae, Budapest, 2020)
- Mikromechanizmusok. Kétperces írások sf-művekről (NAP, Dunaszerdahely, 2020)
- Költészet és szövegköziség. Verstechnológiai paradigmaváltás a 20. század végi magyar lírában (Selye János Egyetem, Komárom, 2021)
- Karanténkultúra: A folytatás (Prae, Budapest, 2021)
- Hat modern költő (Selye János Egyetem, Komárom, 2022)
- Tudástér (NAP, Dunaszerdahely, 2022)
- A képzelet tudománya. Praxeológia, oktatási segédlet (Selye János Egyetem, Komárom, 2023)
- Evidens közegek (NAP, Dunaszerdahely, 2023)

### Egyéb szerkesztői munkái
- Lengyel Péter-összeállítás (1996)
- Irodalom tankönyv 16-17 éveseknek (1999, Eisemann Györggyel és Kulcsár-Szabó Zoltánnal)
- Ady Endre: Válogatott versek (2000)
- Szöveg–Tér–Kép. Írások Géczi János műveiről (2001)
- Ady-értelmezések (2002, Lőrincz Csongorral, Palkó Gáborral és Török Lajossal)
- Disputák között. Tanulmányok, esszék, kritikák a kortárs (szlovákiai) magyar irodalomról (2004)
- Idegen univerzumok. Tanulmányok a fantasztikus irodalomról, a science fictionről és a cyberpunkról (2007)
- Paraf. Juhász R. József költészetéről és performanszairól (2008, Michal Murinnal és Jozef Cseressel)
- A Kassák-kód (2008, Juhász R. Józseffel)
- Idegen (látvány)világok. Tanulmányok science fiction és cyberpunk filmekről (2008)
- Lepipálva. Tanulmányok a krimiről (2009, Benyovszky Krisztiánnal)
- Kontrafaktumok. Spekulatív fikció és irodalom (2011, Keserű Józseffel)
- Hagyománytör(tén)és. Vita a "szlovákiai magyar líra" értelmezhetőségéről (2011, Csanda Gáborral)
- A fejek és a kalap. Dialógusok a kultúrá(k)ról (2012, Csanda Gáborral)
- Az éjszaka gyermekei. Tanulmányok a vámpírizmusról (2012)
- Közelmúlt. Tanulmányok "szlovákiai magyar" könyvekről és irodalmi folyamatokról (2013, Csanda Gáborral)
- Költészet és... (2014, Csanda Gáborral)
- A párbeszéd eleganciája (2015, Keserű Józseffel)
- A kontextus végtelensége. Tanulmánykötet Tőzsér Árpád 80. születésnapjára (2015, Csanda Gáborral)
- A Selye János Egyetem Nemzetközi Doktorandusz Konferenciája – 2016 (2017)
- Az "én" létesülése és elhallgatása. Tanulmánykötet Tóth László 70. születésnapjára (2018, Csanda Gáborral)
- Személyesség és interszubjektivitás. Tanulmánykötet Hizsnyai Zoltán 60. születésnapjára (2019, Csanda Gáborral)
- Poptechnikák. Komplexitás a népszerű kultúrában (2022, L. Varga Péterrel)

## Díjai
- Antall József-ösztöndíj (1994-1995)
- Pro Scientia Érem (1997)
- Soros-ösztöndíj (2000-2001)
- Móricz Zsigmond-ösztöndíj (2002)
- Posonium Irodalmi Díj Különdíja (2008)
- Turczel Lajos Díj (2016)